# سلطان بن فهد بن عبد العزيز آل سعود
الأمير سلطان بن فهد بن عبد العزيز آل سعود، ولد في الطائف عام 1371هـ / 1951م، وهو الابن الرابع للملك فهد بن عبد العزيز من الأميرة العنود بنت عبد العزيز بن مساعد آل سعود. من خريجي أكاديمية ساند هيرست العسكرية الملكية البريطانية، وتخرج منها بدرجة بكالوريوس علوم عسكرية في 21 مارس 1973م، تدرج في العمل العسكري حتى وصل إلى رتبة عقيد ثم انتقل للمجال الرياضي مع مطلع التسعينات الميلادية.
وكان قد تم تعيينه رئيسا عاما لرعاية الشباب بعد وفاة أخيه الأمير فيصل بن فهد. وفي الخامس عشر من يناير 2011 الحادي عشر من صفر 1432 صدر أمر ملكي يقضي بإعفائه من منصبه بناء على طلبه وتعيين نائبه رئيساً للرئاسة العامة لرعاية الشباب (تغير مسماها لاحقا إلى الهيئة العامة للرياضة) بمرتبة وزير .

## المناصب التي تولاها
- رئيس الاتحاد العربي السعودي لكرة القدم.
- رئيس الاتحاد العربي لكرة القدم
- رئيس الاتحاد العربي للألعاب الرياضية
- عضو في الاتحاد الآسيوي الرياضي
- رئيس مجلس وزراء الشباب والرياضة الإسلامي

## أسرته
- متزوج من ابنة الأميرة لؤلؤة بنت عبد العزيز آل سعود الأميرة الجوهرة بنت فيصل بن تركي بن عبد الله بن سعود آل سعود (رئيسة مركز والدة الأمير فيصل بن فهد للتوحد).

وله من البنات:
- الأميرة نوف بنت سلطان بن فهد بن عبد العزيز آل سعود متزوجة من الأمير محمد بن فهد بن خالد بن عبدالله.[6]
- الأميرة سارة بنت سلطان بن فهد بن عبد العزيز آل سعود متزوجة من فيصل بن تركي بن بندر بن عبد العزيز آل سعود.[7]

## انظر ايضاً
- الرياض
- عبد العزيز آل سعود

## وصلات خارجية
- سلطان بن فهد: بعد الرياض.. سينتقل معرض «القصر الأحمر» إلى جدة.

## روابط خارجية
- سلطان بن فهد بن عبد العزيز آل سعود على موقع أوليمبيديا (الإنجليزية)